# Tiassé Koné
Pour les articles homonymes, voir Koné.
Tiassé Koné (né le 11 octobre 1981 à Abidjan) est un footballeur international ivoirien jouant au poste de gardien de but, anciennement à l'Africa Sports National en Côte d'Ivoire. Il joue aujourd'hui à l'Issia Wazi en première division ivoirienne. 
Ce joueur participe, à 26 ans, à la CAN 2008 avec sa sélection nationale, et encaisse quatre buts en un seul match contre le Ghana en match de classement pour la 3e place,.